# Sciapan Puciła
Sciapan Puciła (biał. Сцяпан Аляксандравіч Пуціла, ros. Степан Александрович Путило, Stiepan Aleksandrowicz Putiło) (ur. 27 lipca 1998 w Mińsku) – białoruski bloger, reżyser, youtuber, muzyk, influencer i osobowość medialna, twórca i prowadzący programu rozrywkowego Subiektyw w Telewizji Biełsat. Syn Aleksandra Puciły, dziennikarza sportowego telewizji Biełsat.
Jest autorem popularnych internetowych kanałów społecznych i politycznych – Nexta. Kanał blogera na portalu YouTube obserwuje ponad 450 tysięcy osób, natomiast kanały NEXTA Live i NEXTA w komunikatorze Telegram mają odpowiednio ponad milion oraz 500 tysięcy subskrybentów, będąc tym samym najpopularniejszymi białoruskimi kanałami w tej aplikacji.
Karierę dziennikarską i medialną zaczął już w 2011, jako uczeń elitarnego Białoruskiego Liceum Humanistycznego. Wydawał gazetę Трыкутнік (Trójkąt). W 2016 roku rozpoczął studia na Uniwersytecie Śląskim w Katowicach. Początkowo na Wydziale Języka i Kultury Polskiej, a następnie na Organizacji Produkcji Filmowej i Telewizyjnej. Opozycyjny, białoruski kanał informacyjny NEXTA tworzył podczas studiów.
5 listopada 2020 r. Komitet Bezpieczeństwa Państwowego Republiki Białorusi umieścił Puciłę wraz z Ramanem Pratasiewiczem, byłym redaktorem naczelnym „NEXTA”, na międzynarodowej liście poszukiwanych. 19 listopada 2020 r. KGB umieściło Puciłę i Pratasiewicza na liście osób zaangażowanych w działalność terrorystyczną.
W listopadzie 2020 roku Białoruś wystąpiła do Polski o ekstradycję Sciapana Puciły. W styczniu 2022 r. warszawski sąd okręgowy uznał, że ekstradycja Puciły byłaby „prawnie niedopuszczalna”. Sędzia Dariusz Łubowski skomentował żądania rządu białoruskiego, mówiąc: „Ten kraj domaga się ekstradycji zupełnie niewinnego obywatela tylko dlatego, że ma inne poglądy niż psychopatyczny dyktator – dyktator, którego nie uznaje żadne cywilizowane państwo”. W związku z tym Prokuratura Generalna Białorusi wszczęła postępowanie karne przeciwko Łubowskiemu.
3 maja 2023 r. sąd w Mińsku skazał Puciłę zaocznie na 20 lat więzienia.

## Nagrody
- 2019: Krajowa Nagroda Praw Człowieka im. Wiktora Iwaszkiewicza przez Karta'97[10]
- 2020: Nagroda „Profesjonalista – Dziennikarz” przyznawana przez inicjatywę „Otwarta Rosja” Michaiła Chodorkowskiego[11]
- 2020: Nagroda Sacharowa (jeden z wyróżnionych przedstawicieli opozycji demokratycznej na Białorusi)[12]
- 2020: W pierwszej piątce nominowanych do nagrody Grand Press[13]